# Entensumpf
Der Entensumpf im Harz ist ein aufgelassener Stauteich bei Clausthal-Zellerfeld im Landkreis Goslar in Niedersachsen. Er gehört zu den Oberharzer Teichen, die für Montanzwecke angelegt wurden.
Der Stauteich liegt im Oberharz im Naturpark Harz und befindet sich rund einen Kilometer südöstlich des Ortsteils Clausthal an der Bundesstraße 242 am Wasserwanderweg zur Huttaler Widerwaage. Wenige Meter östlich des Entensumpfes befindet sich die Quelle der Innerste, die Innerstesprung, die an dieser Stelle zum ersten Mal aufgestaut wurde; der Teich bildet die erste von insgesamt sieben Staustufen der Innerste.
Der Entensumpf, früher auch als Neuer Benedicter-Teich und Rathsteich bezeichnet, wurde nach 1600 von den Clausthaler Bergleuten im Nordosten von Buntenbock angelegt und diente zunächst zur Wasserversorgung der Erzgrube Benedicte, etwas weiter nördlich nahe dem westlichen Ufer des Oberen Pfauenteiches. Später wurde der Teich für die Wasserversorgung des Bergwerks nicht mehr gebraucht und wurde vom Rat der Bergstadt Clausthal übernommen; als Ausgangspunkt einer hölzernen Rohrleitung versorgte er öffentliche Brunnen und wichtige Häuser Clausthals mit Trinkwasser.
Den heute kaum noch verwendeten Alternativnamen „Benedicter Teich“ trug der Entensumpf wegen seiner unmittelbaren Nachbarschaft zur Grube Neue Benedicte, die bis etwa Mitte des 19. Jahrhunderts wenige hundert Meter nordwestlich des Entensumpfes betrieben worden ist.
Der Entensumpf als Teil der Oberharzer Teiche ist ein passiver Bestandteil des Kulturdenkmals Oberharzer Wasserregal und gehört seit 2010 zum UNESCO-Welterbe „Oberharzer Wasserwirtschaft“.

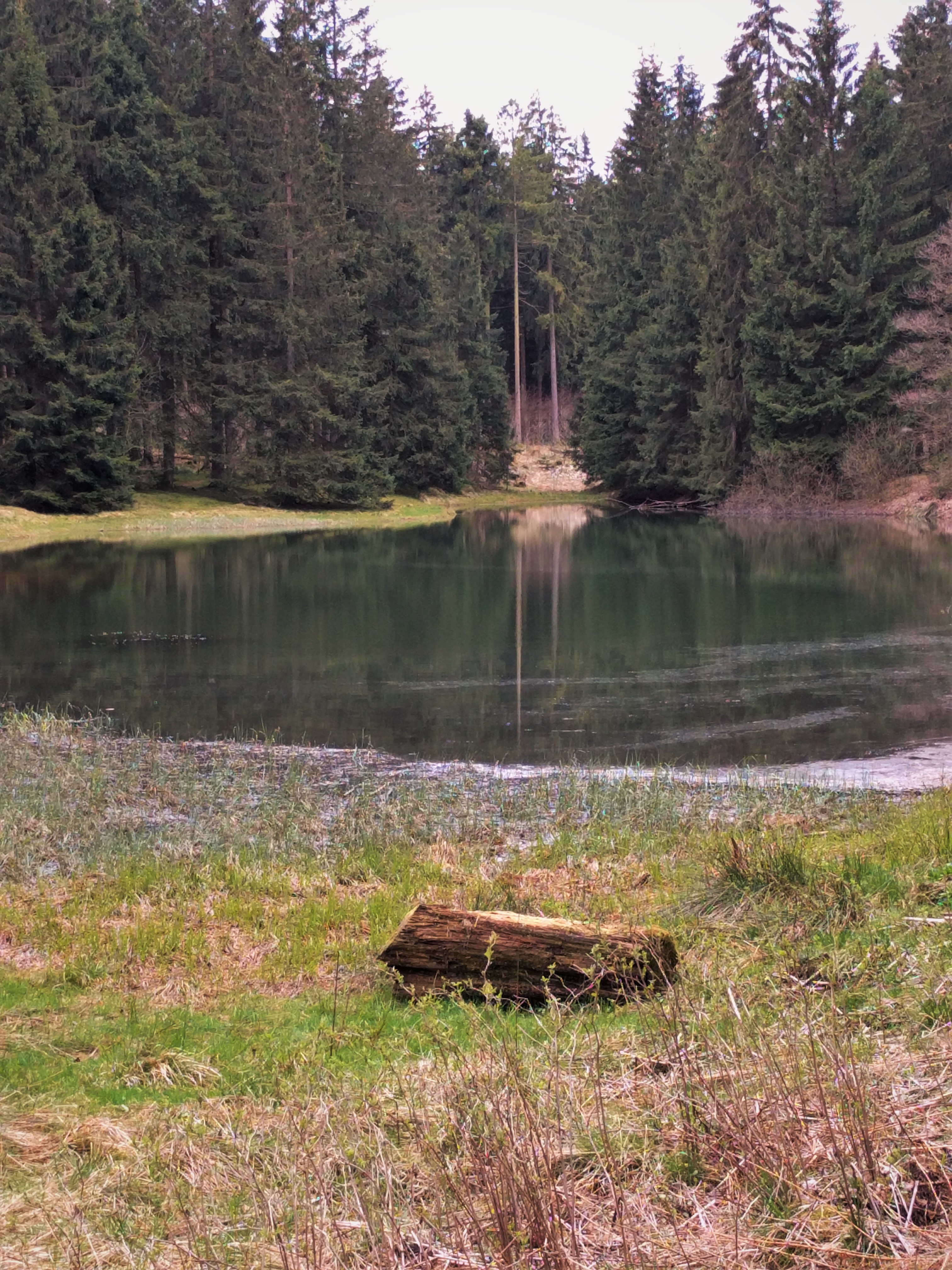
Richtung Südsüdwest, April 2017
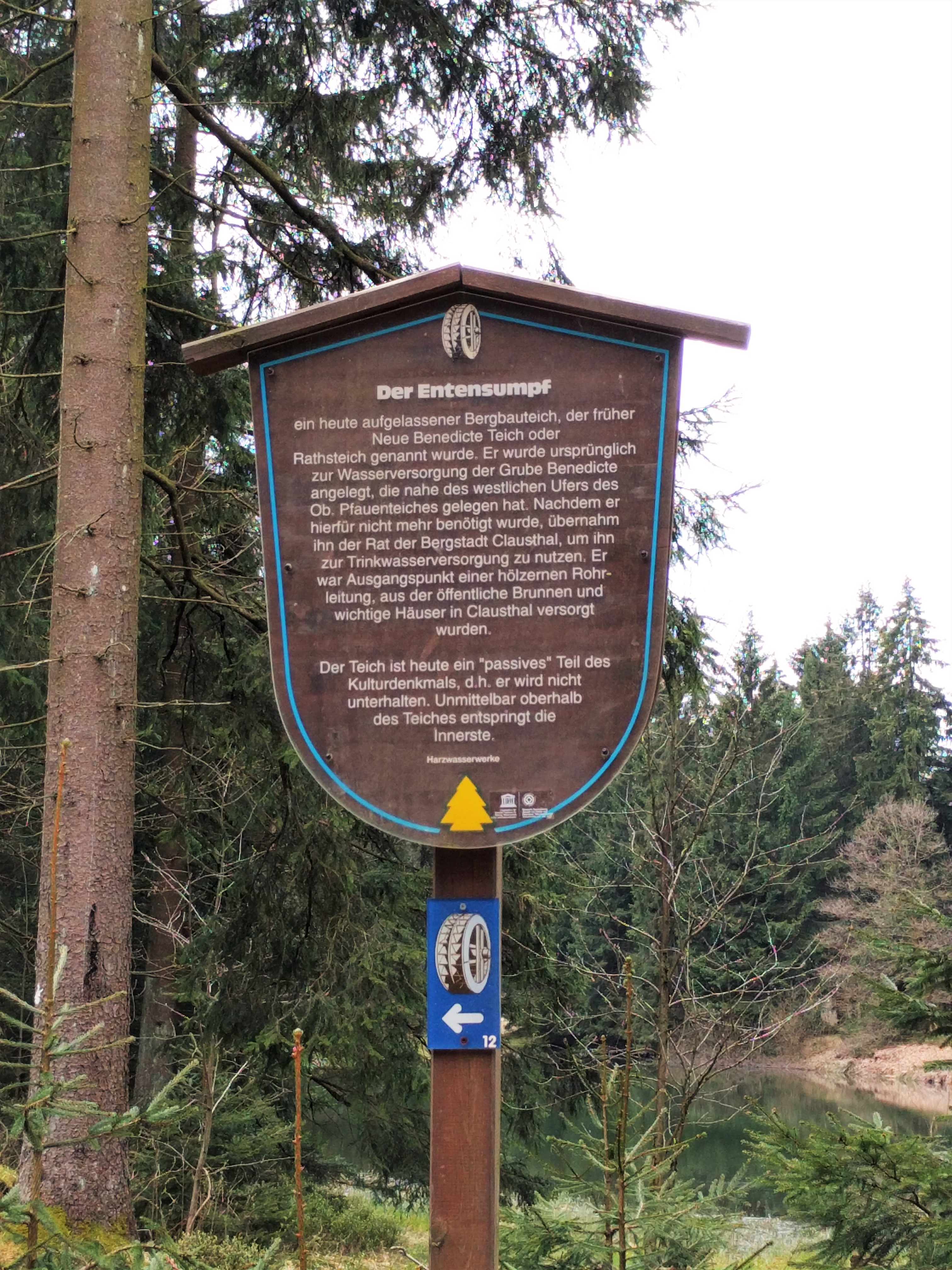
Informationstafel (2017)